# Philip Schuyler
Philip John Schuyler (Albany, Nueva York, 20 de noviembre de 1733 - ibídem, 18 de noviembre de 1804) fue un general de la Guerra de Independencia de los Estados Unidos y senador por el estado de Nueva York.
Nacido en el seno de una familia adinerada, Schuyler participó en la Guerra franco-india en 1755. En 1768, fue elegido miembro de la Asamblea General de Nueva York y siete años más tarde, en 1775, del Congreso Continental. Ese mismo año, planificó la invasión de Canadá por parte del Ejército Continental, pero por motivos de salud debió delegar el mando a Richard Montgomery. En 1777, preparó la defensa del Ejército Continental de la Campaña de Saratoga, pero fue reemplazado por el general Horatio Gates como comandante en el teatro de operaciones. Schuyler renunció al ejército en 1779.
Schuyler fue senador de Nueva York durante gran parte de la década de 1780 y apoyó la ratificación de la Constitución de los Estados Unidos. Representó a su estado en el Primer Congreso de los Estados Unidos, pero perdió su banca en 1791 frente a Aaron Burr. Después de un breve período en el senado estatal, ganó las elecciones al Senado Nacional una vez más en 1797, como parte del Partido Federalista. Al año siguiente, renunció por problemas de salud. Schuyler fue el padre de Elizabeth Schuyler Hamilton y el suegro del Secretario del Tesoro Alexander Hamilton.

## Primeros años
Philip John Schuyler nació el 9 de noviembre de 1733 en Albany, Provincia de Nueva York, hijo de Cornelia Van Cortlandt (1698–1762) y ohannes ("John") Schuyler Jr. (1697–1741), tercera generación de los Schuyler holandeses en territorio americano.
Schuyler asistió a la escuela pública en Albany hasta el fallecimiento de su padre, ocurrido en la víspera de su octavo cumpleaños. Desde ese momento, su educación quedó a cargo de tutores y se llevó a cabo en la finca familiar de los Van Cortlandt, en New Rochelle. En 1748, comenzó a estudiar con el reverendo Peter Strouppe en la Iglesia Francesa Protestante de New Rochelle, donde aprendió francés y matemática. En New Rochelle, participó de varias expediciones comerciales donde conoció a numerosos líderes iroqueses y aprendió a hablar mohawk. Se unió al Ejército Británico en 1755 durante la Guerra franco-india, creó una compañía y fue comisionado como capitán por su primo, el teniente gobernador James Delancey. En 1756, acompañó al coronel británico John Bradstreet a Oswego, donde adquirió experiencia como contramaestre, hasta que el puesto fronterizo cayó en poder de los franceses. Schuyler participó en las batallas de Lake George, de Fort Oswego, de Fort Carillon y de Fort Frontenac.

### Familia
Philip estaba emparentado con varios contemporáneos ilustres, entre ellos: Peter Schuyler, comandante del 1er Regimiento de Nueva Jersey; Hester Schuyler,  esposa de William Colfax, un veterano de la guardia personal de George Washington y más tarde general de la milicia de Nueva Jersey (uno de los nietos de la pareja fue el vicepresidente Schuyler Colfax); Arent Schuyler DePeyster, un renombrado lealista; Mary (Watts) Johnson, también lealista, esposa del coronel Sir John Johnson; y John Cochran, director general de los hospitales militares del Ejército Continental.

## Carrera

### Primeros años
En 1756, Schuyler fue elegido para el concejo de Albany como concejal asistente en el primer pabellón. En lo que respecta a su actividad privada, obtuvo un contrato para operar un ferry por el río Hudson que conectase Albany con Greenbush.
Desde 1761 hasta 1762, Schuyler viajó por Inglaterra para saldar cuentas relacionadas con su trabajo de contramaestre. En esta época, comenzó a construir su casa en Albany, más tarde conocida como la Mansión Schuyler. También comenzó a construir su casa de campo (en la actualidad, conocida como la Casa del general Schuyler) en Saratoga.
En 1768, Schuyler continuó su carrera política como miembro de la Asamblea de Nueva York, donde permaneció hasta 1775. Durante esos años, cambió de idea con respecto al gobierno colonial, en particular en lo que respectaba al comercio y la moneda. Su apoyo al gobernador Henry Moore le valió el grado de coronel en la milicia.

### Guerra de Independencia

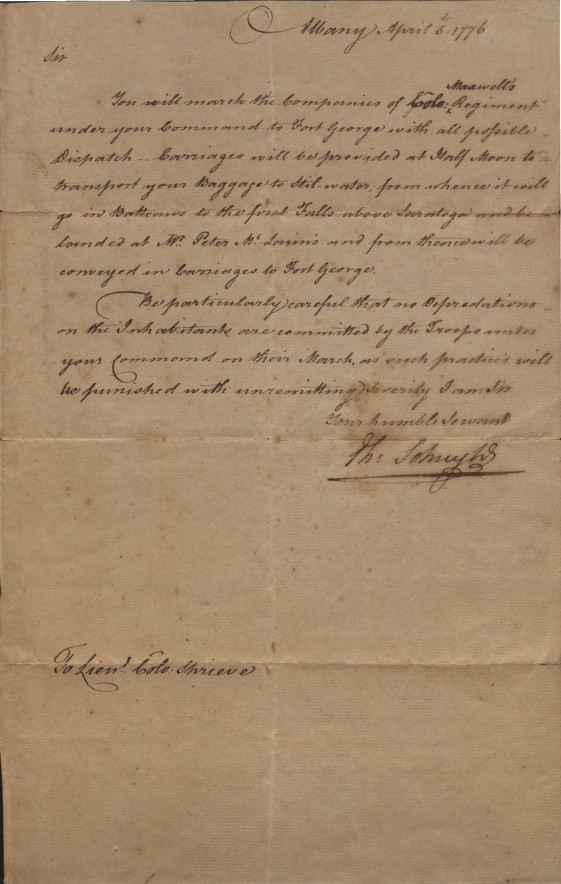
Carta de Philip Schuyler a Israel Shreve, 1776.

Schuyler fue elegido miembro del Ejército Continental en 1775, y permaneció en el cargo hasta junio, cuando fue nombrado mayor general en el Ejército Continental. Tomó el mando del teatro de operaciones del norte, y planificó la invasión de Canadá. Sin embargo, unos problemas de salud lo obligaron a traspasar el mando de la invasión a Richard Montgomery.
Como general de operaciones, en 1777 tuvo una participación activa en la preparación de la defensa durante la campaña de Saratoga, parte de la estrategia de "ataque de tres puntas" de los británicos, cuyo objetivo era dividir las colonias en dos mediante la invasión y la ocupación del estado de Nueva York. Ese mismo año, el general británico John Burgoyne lideró a su ejército hacia el sur desde Quebec, por los valles de los lagos Champlain y George. En el camino, ocupó Fort Ticonderoga, en la intersección de ambos lagos. Cuando el general St. Clair abandonó Fort Ticonderoga en julio, el Congreso reemplazó a Schuyler por el general Horatio Gates, quien lo había acusado de descuidar sus tareas. En 1778, Schuyler y St. Clair fueron sometidos a una corte marcial por la pérdida de Ticonderoga, pero ambos fueron absueltos.

#### Batalla de Saratoga
El Ejército Continental, bajo el comando de Gates y Benedict Arnold, finalmente logró detener la avanzada británica en la Batalla de Saratoga. Esta victoria, la primera derrota significativa de los británicos, marcó un punto de inflexión en la revolución, ya que fue el evento que convenció a los franceses de unirse a la guerra y apoyar a las colonias. Cuando Schuyler demandó una corte marcial para responder a los cargos de Gates, fue reivindicado, pero decidió renunciar al ejército el 19 de abril de 1779. En 1779 y 1780, participó en dos sesiones más del Congreso Continental. 
El 7 de agosto de 1781, John Walden Meyers intentó secuestrar a Schuyler, ya un prominente político y líder patriota de Nueva York, sin éxito. Schuyler consiguió abandonar su mansión antes de la llegada de los secuestradores.
Schuyler fue miembro original de la Sociedad de los Cincinnati de Nueva York.

### Últimos años
Después de la guerra, Schuyler amplió su finca de Saratoga en decenas de miles de acres, y sumó esclavos, inquilinos granjeros, una tienda y molinos para la producción de harina, lino y madera. Su plantación de lino para la producción de telas fue la primera del continente. Construyó varias goletas en el río Hudson, y nombró Saratoga a la primera de ellas. 
Entre 1780 y 1784, fue miembro del Senado de Nueva York, y al mismo tiempo inspector general. En 1786, regresó al Senado, donde permaneció hasta 1790, y apoyó la adopción de la Constitución de los Estados Unidos.
En 1789, fue elegido senador nacional por el Estado de Nueva York para el Primer Congreso de los Estados Unidos, puesto que ocupó entre el 27 de julio de 1789 y el 3 de marzo de 1791. En 1791, después de perder su banca contra Aaron Burr, regresó al Senado estatal hasta 1797. Ese año, volvió a ser elegido para el Senado Nacional y formó parte del Quinto Congreso de los Estados Unidos hasta el 3 de enero de 1798, cuando debió renunciar por problemas de salud.

## Vida privada

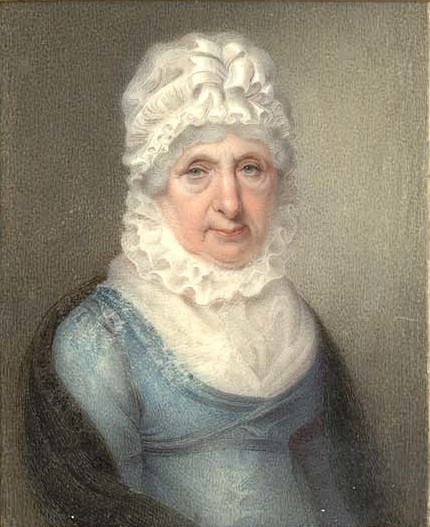
Catherine Van Rensselaer, la esposa de Schuyler, por Walter Robinson, c. 1795.

Según la biblia de la familia Schuyler, el 7 de septiembre de 1755 contrajo matrimonio con Catherine Van Rensselaer (1734–1803) en Albany. En la entrada correspondiente, sus nombres fueron escritos como “Philip Johannes Schuyler” y “Catherina Van Rensselaer”. Catherine era hija de Johannes Van Rensselaer (1707/08–1783) y su primera esposa Engeltje Livingston (1698–1746/47). Johannes era nieto de Hendrick van Rensselaer (1667–1740). Engeltje era hija de Robert Livingston el Joven. Philip y Catherine tuvieron quince hijos juntos y ocho llegaron a la adultez: 
- Angelica Schuyler (1756–1814), esposa de John Barker Church (1748–1818), miembro del Parlamento británico.
- Elizabeth Schuyler (1757–1854), esposa de Alexander Hamilton (1755/7–1804), primer Secretario del Tesoro. Elizabeth cofundó el primer orfanato privado de la ciudad de Nueva York.[16]
- Margarita "Peggy" Schuyler (1758–1801), esposa de Stephen Van Rensselaer III (1764–1839), 8.º patroon.
- Cornelia Schuyler (1761–1762), melliza de John Bradstreet.
- John Bradstreet Schuyler (1761–1761), mellizo de Cornelia.[17][18]
- John Bradstreet Schuyler (1763–1764).
- John Bradstreet Schuyler (1765–1795), esposo de Elizabeth Van Rensselaer (1768–1841), hermana de Stephen Van Rensselaer III, quien contrajo matrimonio con su hermana Peggy.[19]
- Philip Jeremiah Schuyler (1768–1835), miembro de la Cámara de Representantes de los Estados Unidos y esposo de Sarah Rutsen; después del fallecimiento de Rutsen, en 1805, Philip contrajo matrimonio con Mary Anna Sawyer.
- Trillizos (1770–1770, no bautizados).[17]
- Rensselaer Schuyler (1773–1847), esposo de Elizabeth Ten Broeck, hija del general Abraham Ten Broeck.[20]
- Cornelia Schuyler (1776–1808), esposa de Washington Morton.[21]
- Cortlandt Schuyler (1778–1778).[22]
- Catherine Van Rensselaer Schuyler (1781–1857), esposa de Samuel Malcolm (hijo de William Malcolm), y después del político James Cochran (1769–1848), su primo e hijo del médico John Cochran y de Gertrude Schuyler, hermana de Philip Schuyler.[23]

En septiembre de 1777, las fuerzas lideradas por el general John Burgoyne destruyeron la casa de campo de Schuyler. Ese mismo año, comenzó la reconstrucción en el mismo sitio, hoy en día denominado Schuylerville. El mantenimiento de la residencia está a cargo del Servicio de Parques Nacionales como parte del Parque nacional Saratoga, y está abierta al público.
Schuyler falleció en su mansión de Albany el 18 de noviembre de 1804, cuatro meses después que Alexander Hamilton, su yerno, quien falleció tras el célebre duelo contra Aaron Burr. Sus restos descansan en el Cementerio Rural de Albany, en Menands, Nueva York.

## Legado

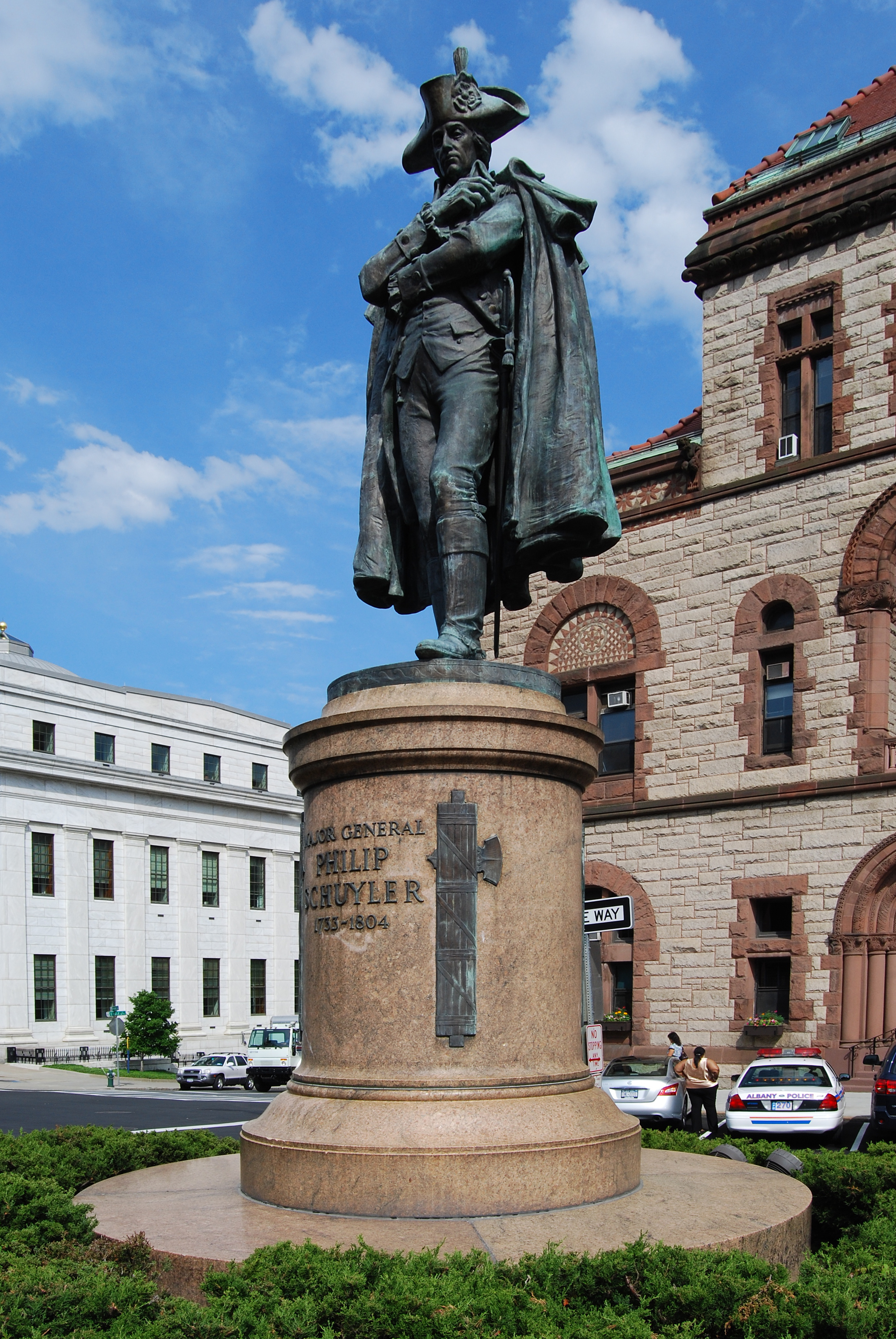
Estatua ubicada frente al Ayuntamiento de Albany.

### Lugares
Los sitios y edificios nombrados en honor a Schuyler incluyen:
- Schuyler (Nueva York)
- Schuylerville
- Condado de Schuyler (Nueva York), Condado de Schuyler (Illinois) y Condado de Schuyler (Misuri)
- Fort Schuyler, un fuerte militar construido en 1833 en la punta del cordón litoral Throggs Neck en el Bronx
- The Philip Schuyler Achievement Academy (nombrada en honor a Schuyler y su hijo Philip) en Albany, Nueva York

### Obras de arte
Schuyler aparece en la pintura de 1821 de John Trumbull titulada Surrender of General Burgoyne. La pintura se encuentra en la rotonda del Capitolio en Washington, D.C.
Major General Philip Schuyler, una estatua de bronce realizada por el escultor J. Massey Rhind, erigida frente al Ayuntamiento de Albany en 1925. En junio de 2020, la alcaldesa de Albany, Kathy Sheehan, firmó una orden ejecutiva para que la estatua fuese retirada del lugar y otorgada a un "museo u otra institución para futuras exhibiciones con el contexto histórico apropiado", dado que Schuyler tenía esclavos. Al día siguiente, el alcalde de Schuylerville solicitó que la estatua fuese trasladada a Schuyler House.

### En la cultura popular
Philip Schuyler aparece en el musical de Broadway Hamilton, sin líneas. El primer actor que interpretó el papel fue Sydney James Harcourt en 2015.